# レイスウェイク
レイスウェイク（オランダ語: Rijswijk [ˈrɛisʋɛik] ( 音声ファイル)）は、オランダの南ホラント州にある基礎自治体（ヘメーンテ）。デン・ハーグの郊外に位置している。
文献によってはライスワイク、ライスヴァイクなどと表記されることもある。

## 歴史
約5500年前、北海沿岸の砂丘であったこの付近に人が居住していたことが考古学的発掘により分かっている。レイスウェイク村がこの地に現れたのは、それからずっと後の13世紀になってからである。その頃は貴族や富豪がこの地に領地を所有したり、居を構えていた。1697年9月20日には、この地でレイスウェイク条約が結ばれ、大同盟戦争が終結した。1900年頃までは小さな村だったが、20世紀になると急速に発展し、現在ではデン・ハーグ郊外の街として約46,000人の人口を擁している。

## 地区
レイスウェイク基礎自治体には、次の地区がある
- 't Haantje
- Rijswijk（レイスウェイク）
- Sion
- Strijp

## 経済
欧州特許庁（Europees Octrooibureau）およびオランダ特許庁（Octrooicentrum Nederland）が置かれている。また、シェルの技術研究所や欧州霊長類研究所（Biomedical Primate Research Centre）もレイスウェイクにある。

## 交通
オランダ鉄道
- レイスウェイク駅（Station Rijswijk）

ハーグ市営交通会社（HTM）
- トラム 1,10,15,17系統